# بلغارستان در جنگ جهانی اول

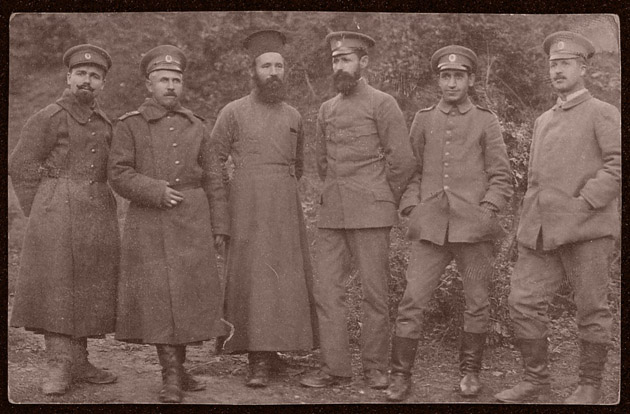
سربازان دیویزیون یازدهم پیادهٔ بلغارستان درگیر در جنگ اول جهانی

در ۱۴ اکتبر ۱۹۱۵ پادشاهی بلغارستان به سود قدرت‌های مرکز وارد جنگ جهانی اول شد و به پادشاهی صربستان اعلام جنگ کرد. این کشور تا ۳۰ سپتامبر ۱۹۱۸ که دولت‌های درگیر پیمان متارکه تسالونیکا را امضا کردند در این جنگ ماند.
پس از جنگ‌های بالکان در سال‌های ۱۹۱۲/‍۱۹۱۳، بلغارستان خود را کشوری ایزوله در میان همسایگانی ستیزه‌جو و بی پشتیبانی هیچ قدرت بزرگ جهانی‌ای می‌دید. با آغاز جنگ یکم جهانی، این کشور که هنوز دچار گرفتاری‌های اقتصادی و اجتماعی درگیری پیشین بود اعلام بی‌طرفی کرد. ولی موقعیت ژئوپلیتیک و بدنه نظامی مناسبش سبب شد تا هر دو جبههٔ متخاصم بکوشند تا بلغارستان را به سود خود به جنگ بکشانند. سرانجام قدرت‌های مرکز شامل امپراتوری آلمان و اتریش-مجارستان توانستند بلغارها را راضی کنند که به سود آنان وارد جنگ شوند. پیوستن بلغارستان به قدرت‌های مرکز نویدبخش سقوط صربستان باشد و نیز با ارتباط زمینی‌ای که این ارتباط پدید می‌آورد رساندن کمک‌های آلمان‌ها به امپراتوری عثمانی را نیز تضمین می‌کرد. 
حضور بلغارستان با حرکت‌های سریعش در ۱۹۱۵ و ۱۹۱۶ پیروزی‌هایی را به همراه آورد. ولی سپس این کشور درگیر جنگ فرسایشی در جبهه‌های شمال و جنوب شد که سبب تضعیف اقتصادش گردید. روحیه و سلامت جسمی سربازان بلغار رو به سستی نهاد. در پی پیشروی متفقین و بروز شورش در میان ارتش، بلغارستان به ناچار قرارداد متارکه را در ۱۹۱۸ پذیرفت. در پی آن تزار فردیناند یکم به عنوان مسئول این فاجعهٔ ملی و به سود پسرش بوریس سوم کناره‌گیری کرد. سپس در پی پیمان نوی-سور-سن در ۱۹۱۹، بلغارستان ناچار به بازگرداندن سرزمین‌های اشغالی، واگذاری بخشی از خاک پرداخت غرامت جنگی سنگینی گردید.

## نگارخانه

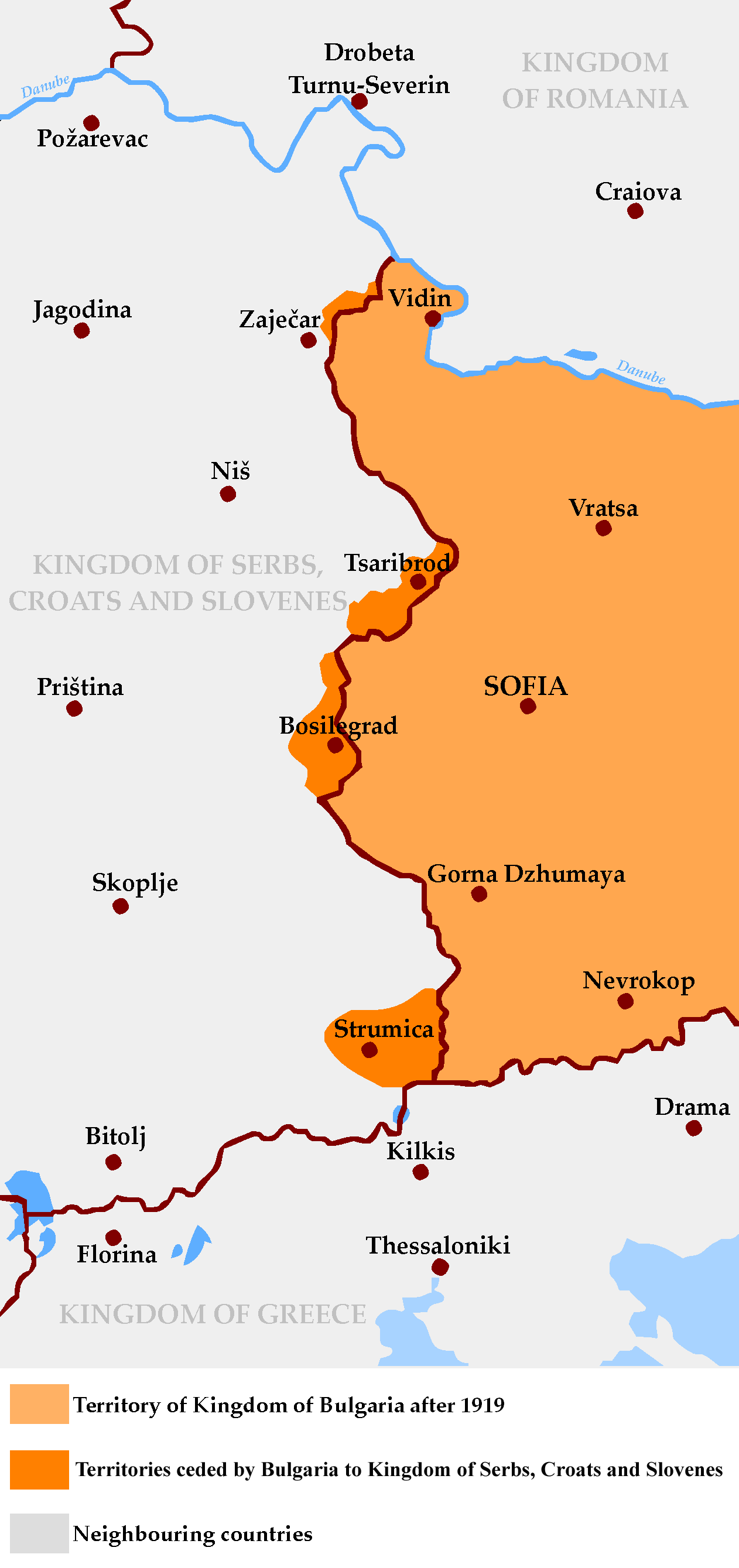
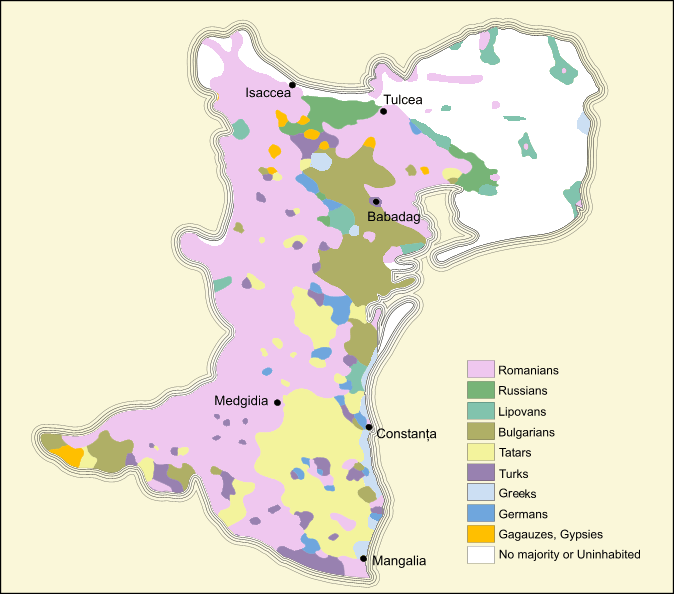
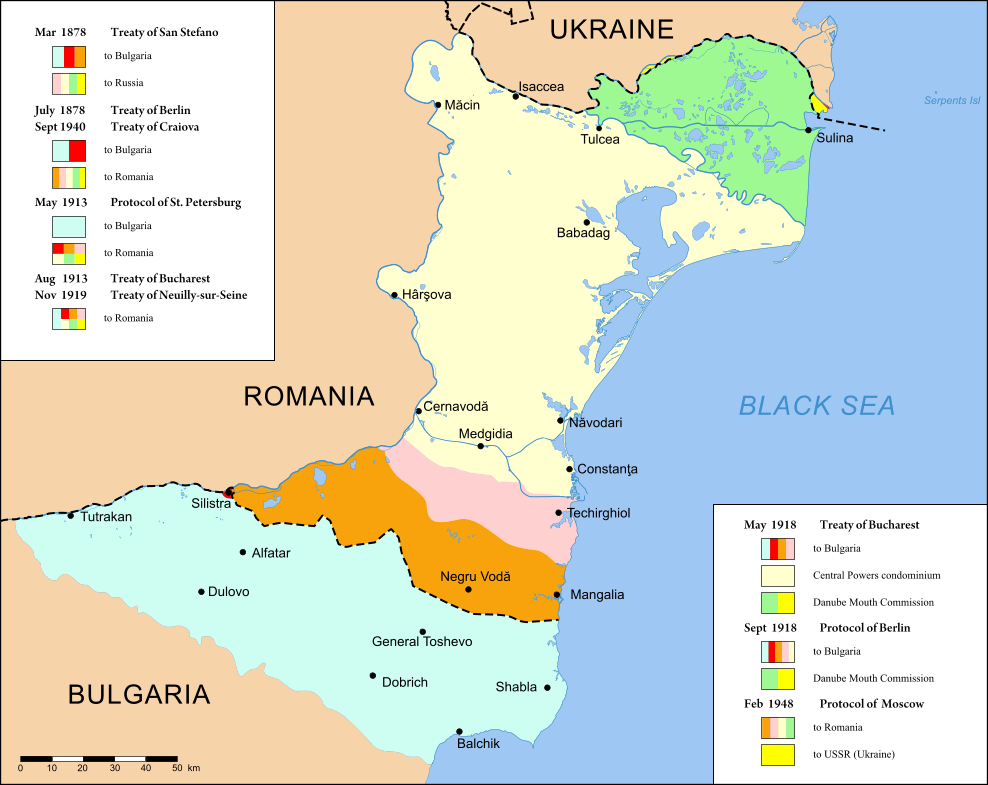
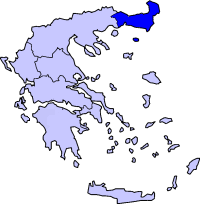